# Nõmme (Tallinn)

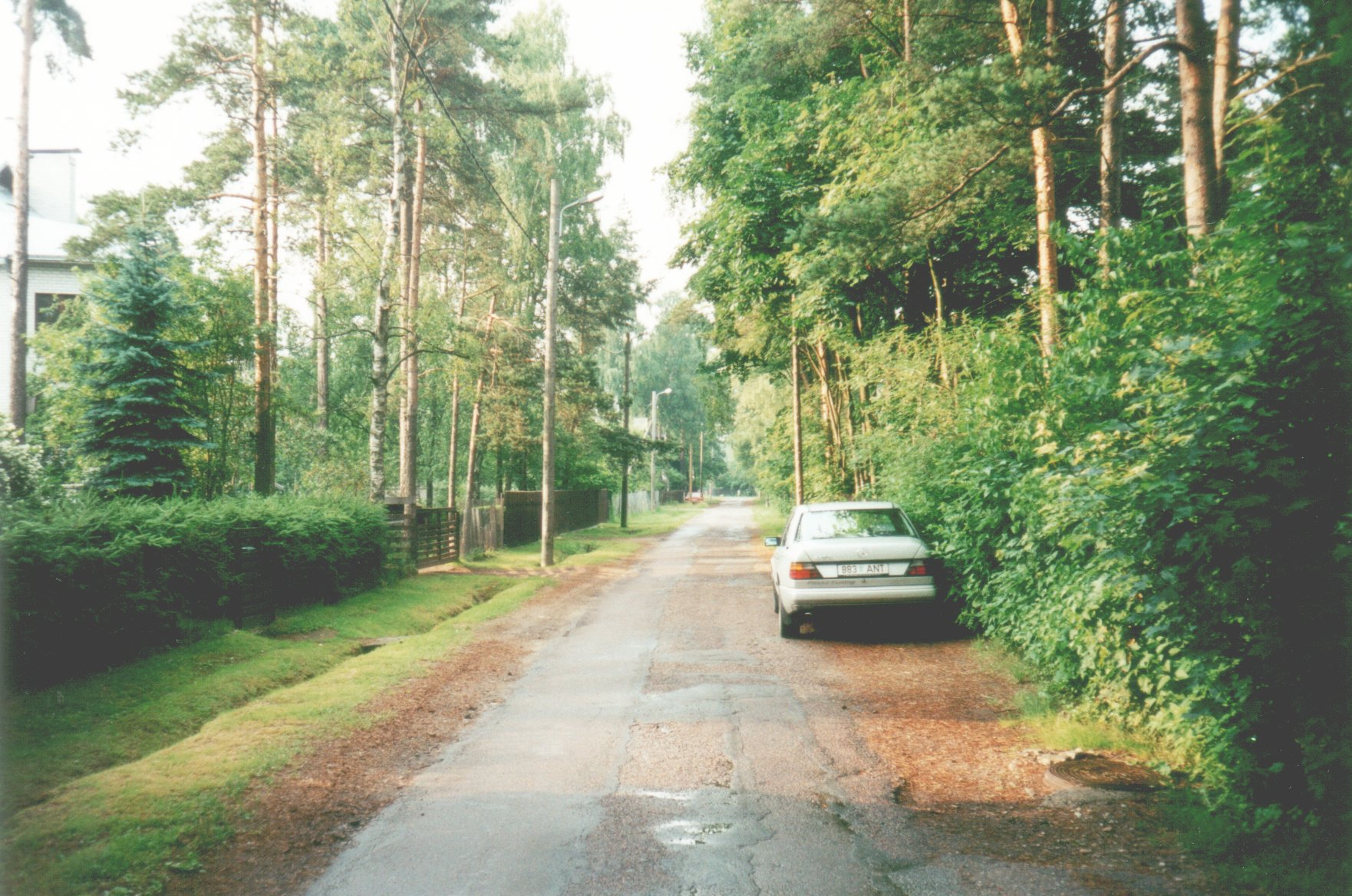
Uliczka w Nõmme

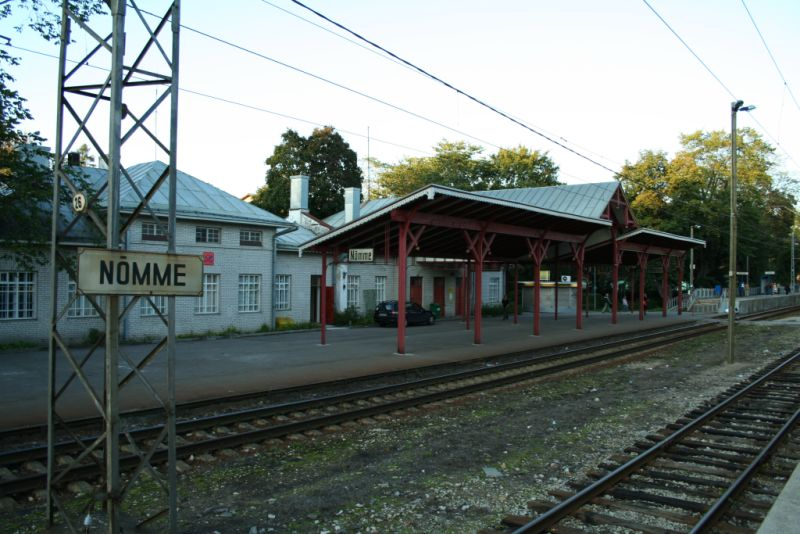
Dworzec w Nõmme

Nõmme – dzielnica Tallinna, leżąca w południowo-zachodniej części miasta, granicząca z dzielnicą Mustamäe na północy oraz jeziorami Ülemiste i Harku (odpowiednio na wschodzie i północnym zachodzie). Do 1940 roku stanowiła odrębne miasto, jednak po włączeniu Estonii w skład ZSRR zadecydowano o jej wcieleniu do Tallinna.
Dzielnica podzielona jest na 9 osiedli: Hiiu, Kivimäe, Laagri, Liiva, Männiku, Nõmme, Pääsküla, Rahumäe i Vana-Mustamäe. Za najstarszą jej część uważa się wspomnianą już w XIII wieku w Liber Census Daniæ Pääskülę. 
Zabudowa dzielnicy składa się w większości z wolno stojących domów z przełomu XIX wiek i XX wieku, znajdujących się w znacznej części pod ochroną konserwatorską. Ze względu na obecność licznych gatunków drzew miejscowość jest nazywana przez tallińczyków metsalinn (est. leśne miasto). 
Od 1975 roku Nõmme zamieszkuje Kalev Ots, w latach 1992–2003 premier Estonii, a od 2003 roku jej prezydent, stąd też dzielnica jest siedzibą rządu odwołującego się do tradycji I Republiki Estońskiej z lat 1918–40.

## Demografia
W 2015 roku Nõmme zamieszkiwało 39 475 osób.
| Data    | 01.12.2007 | 01.12.2009 | 01.12.2010 | 01.12.2011 | 01.12.2012 | 01.12.2013 | 01.12.2014 | 01.12.2015 |
| ------- | ---------- | ---------- | ---------- | ---------- | ---------- | ---------- | ---------- | ---------- |
| Ludność | 38 724     | 38 176     | 38 351     | 38 678     | 38 972     | 39 503     | 39 544     | 39 475     |

Nõmme charakteryzuje się tym, że jest zamieszkiwana w większości przez Estończyków - 85% ogółu.
| Grupa etniczna | udział w %(2015r.) |
| -------------- | ------------------ |
| Estończycy     | 85,1%              |
| Rosjanie       | 11,3%              |
| Ukraińcy       | 1,2%               |
| Białorusini    | 0,5%               |
| Finowie        | 0,4%               |
| Żydzi          | 0,1%               |
| Tatarzy        | 0,1%               |
| Inni           | 1,3%               |